# 5157 Hindemith
5157 Hindemith este un asteroid din centura principală de asteroizi.

## Descriere
5157 Hindemith este un asteroid din centura principală de asteroizi. A fost descoperit pe 27 octombrie 1973 la Tautenburg de Freimut Börngen. Asteroidul prezintă o orbită caracterizată de o semiaxă mare de 3,21 ua, o excentricitate de 0,15 și o înclinație de 0,2° în raport cu ecliptica.